# Dasypolia templi
A Dasypolia templi a rovarok (Insecta) osztályának a lepkék (Lepidoptera) rendjéhez, ezen belül a bagolylepkefélék (Noctuidae) családjához tartozó faj.

## Elterjedése
Európában inkább árnyékos völgyek, erdők szélén és nedves rétek területein elterjedt. Németországban veszélyeztetett faj.

## Megjelenése
- lepke: szárnyfesztávolsága:  42–56 mm. Az első szárnyak az okkersárgától a zöldes-szürkéig változhatnak. A hátsó szárnyak világosabbak.
- pete: félgömb alakú, alsó végén lapos és erősen bordázott.
- hernyó: sárgás fehér, a háta enyhén rózsaszín árnyalatú nagy fekete szemölcsökkel, a feje sötétbarna
- a báb: vörösesbarna színű, karcsú.

## Életmódja
- nemzedék:  egy nemzedéke van egy évben, májustól júliusig.
- hernyók tápnövényei:  közönséges medvetalp (Heracleum sphondylium)

## Alfajok
- Dasypolia templi alpina
- Dasypolia templi variegata
- Dasypolia templi banghaasi
- Dasypolia templi calobrolucana
- Dasypolia templi powelli
- Dasypolia templi koenigi
- Dasypolia templi vecchimontium
- Dasypolia templi anatolica
- Dasypolia templi armeniaca
- Dasypolia templi hortensis
- Dasypolia templi centralasiae
- Dasypolia templi dushaki

## Fordítás
- Ez a szócikk részben vagy egészben  a   Bärenklau-Rauhaareule című német Wikipédia-szócikk fordításán alapul.  Az eredeti cikk szerkesztőit annak laptörténete sorolja fel. Ez a jelzés csupán a megfogalmazás eredetét és a szerzői jogokat jelzi, nem szolgál a cikkben szereplő információk forrásmegjelöléseként.